# Aeroportul Taiping
Aeroportul Taiping (IATA: TPG, ICAO: WMBI) este un aeroport din Perak⁠(d), Malaysia ce deservește zona Bandar Taiping⁠(d). A fost numit după zona deservită.
Situat la o altitudine de 12 m, aeroportul dispune de o singură pistă. Este operat de Kementerian Pertahanan Malaysia⁠(d).